# Ball de diables de Sant Quintí
El Ball de diables de Sant Quintí és una tradició arrelada a Sant Quintí de Mediona. La primera notícia del ball de diables de Sant Quintí de Mediona data l'any 1853 en una notícia al diari barceloní El Presente del dia 18 d'agost d'aquell mateix any. No hi ha documents que ho demostrin, ja que per la Guerra Civil espanyola es van cremar els arxius de l'ajuntament de Sant Quintí. El ball de diables de Sant Quintí manté les actuacions ininterrompudes des del seu origen, tret de durant la Guerra Civil espanyola.

## El típic
| «                                   | Si analitzem els diferents textos conservats del Ball de Diables en l'àrea etnogràfica del Penedès, ens adonem que la versió de Sant Quintí de Mediona, al costat de la de l'Arboç del Penedès, són les dues més antigues. Ni una ni l'altra inclouen la relació de personatges que cada diable ha tingut l'oportunitat de veure a l'infern, part que indefugiblement connectem amb els actuals versots o versos crítics i irònics. Aquells "condemnats" a l'infern foren substituïts progressivament per personatges i temes que variaven d'any en any. La còpia conservada del ball a Sant Quintí és, doncs, entre els textos més antics de ball de Diables de què disposem en l'actualitat. Si tenim en compte que les temàtiques crítiques documentables històricament pertanyen a les èpoques properes a la guerra del Francès, de principis del XIX, quan apareixen referències al general napoleònic Chabran, que l'estudiós Manuel Milà i Fontanals adscriu de forma genèrica a la zona penedesenca, o bé la crítica contra el rei Botella, José Bonaparte, que Antoni Insenser atribueix al ball de Diables vilafranquí, podem augurar que la versió conservada a Sant Quintí de Mediona pertany si més no a èpoques anteriors, probablement el segle xvii. | » |
| — Jordi Bertran, Història del tipíc | |   |